# Øystein II di Norvegia

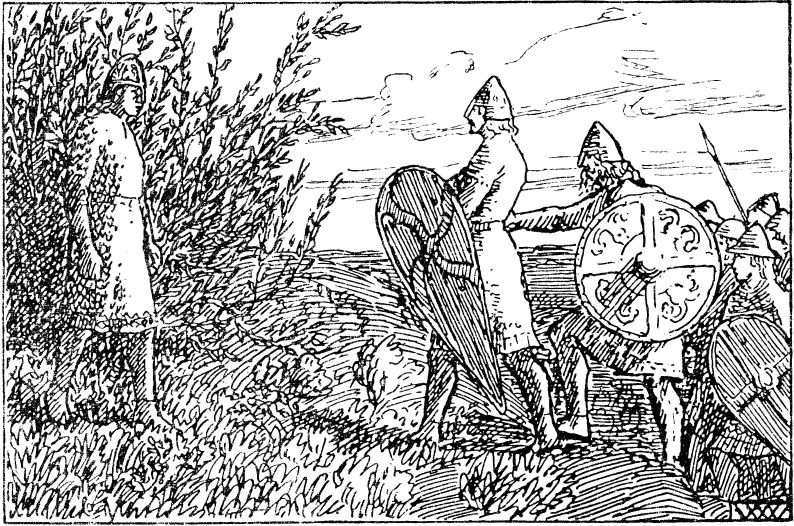
La cattura del re Øystein II

Øystein II di Norvegia (1125 – Bohuslän, 1157) fu re di Norvegia dal 1142 al 1157.

## Biografia
Era figlio di Harald IV di Norvegia e di una concubina di nome Bjaðök e nacque in Scozia.
Quando suo padre Harald si recò in Norvegia per imporre i suoi diritti successori sul trono, Øystein non andò con lui ma Harald affermò di avere un figlio naturale in Scozia.
Øystein nel 1142 si recò in Norvegia dalla Scozia e venne con lui anche sua madre. Lì venne riconosciuto come re e gli venne affidata una parte del regno. Divise infatti il governo del regno con i fratellastri; la divisione non avvenne però territorialmente e tutti i sovrani avevano pari sovranità su tutto il territorio.
Nel 1152 venne istituito un arcivescovato indipendente a Nidaros.
All'inizio del 1150 Øystein iniziò una campagna militare per l'acquisizione della Scozia e dell'Inghilterra. Durante le operazioni venne fatto prigioniero Harald Maddadson, Conte di Orkney, il cui rilascio costò una considerevole somma.
Il re continuò comunque a compiere saccheggi lungo la costa scozzese e inglese, attaccando Aberdeen, Hartlepool e Whitby. 
I rapporti con i minori fratelli Sigurd II e Inge I furono buoni finché il potere veniva esercitato dai loro rispettivi reggenti. Quando divennero maggiorenni iniziarono le tensioni: durante un previsto incontro nel 1155 a Bergen tra i fratelli, accompagnati rispettivamente dai propri eserciti, nacque una violenta lotta tra Inge e Sigurd che terminò con l'uccisione di quest'ultimo. Øystein si salvò soltanto perché arrivò in ritardo all'appuntamento. Dopo la morte di Sigurd, Øystein riuscì ad ottenere un periodo di pace con Inge, ma le ostilità ripresero nel 1157. Le forze di Inge erano superiori rispetto a quelle del fratello e quando i due eserciti si incontrarono sulla costa occidentale vicino Moster, Øystein fu costretto a fuggire via terra a Viken. Abbandonato dai suoi stessi uomini, fu catturato   e ucciso dai suoi rapitori.
Il suo corpo venne sepolto nella chiesa di Foss. Secondo la Heimskringla, la popolazione locale della zona iniziò ad adorare il defunto re come un santo.
Dopo la morte di Øystein, i suoi sostenitori si radunarono attorno al giovane Haakon, figlio di Sigurd II, e continuarono la guerra contro re Inge. La guerra civile norvegese sarebbe durata fino al 1240.

## Ascendenza
|                        |   |                     | Genitori |  |  | Nonni |  |  | Bisnonni             |  |  | Trisnonni              |  |
|                        |   |                     |          |  |  |       |  |  | Olaf III di Norvegia |  |  | Harald III di Norvegia |  |
|                        |   |                     |          |  |  |       |  |  | Olaf III di Norvegia |  |  | Harald III di Norvegia |  |
|                        |   | Tora Torbergsdatter |          |  |  |       |  |  | Olaf III di Norvegia |  |  |                        |  |
| Magnus III di Norvegia |   |                     |          |  |  |       |  |  | Olaf III di Norvegia |  |  |                        |  |
|                        |   | …                   | …        |  |  |       |  |  |                      |  |  |                        |  |
|                        |   | …                   | …        |  |  |       |  |  |                      |  |  |                        |  |
|                        |   | …                   | …        |  |  |       |  |  |                      |  |  |                        |  |
| Harald IV di Norvegia  |   | …                   |          |  |  |       |  |  |                      |  |  |                        |  |
|                        |   | …                   | …        |  |  |       |  |  |                      |  |  |                        |  |
|                        |   | …                   | …        |  |  |       |  |  |                      |  |  |                        |  |
|                        |   | …                   | …        |  |  |       |  |  |                      |  |  |                        |  |
| …                      |   | …                   |          |  |  |       |  |  |                      |  |  |                        |  |
|                        |   | …                   | …        |  |  |       |  |  |                      |  |  |                        |  |
|                        |   | …                   | …        |  |  |       |  |  |                      |  |  |                        |  |
|                        |   | …                   | …        |  |  |       |  |  |                      |  |  |                        |  |
| Øystein II di Norvegia |   | …                   |          |  |  |       |  |  |                      |  |  |                        |  |
|                        | … | …                   |          |  |  |       |  |  |                      |  |  |                        |  |
|                        | … | …                   |          |  |  |       |  |  |                      |  |  |                        |  |
|                        | … | …                   |          |  |  |       |  |  |                      |  |  |                        |  |
| …                      | … |                     |          |  |  |       |  |  |                      |  |  |                        |  |
|                        |   | …                   | …        |  |  |       |  |  |                      |  |  |                        |  |
|                        |   | …                   | …        |  |  |       |  |  |                      |  |  |                        |  |
|                        |   | …                   | …        |  |  |       |  |  |                      |  |  |                        |  |
| Bjaök                  |   | …                   |          |  |  |       |  |  |                      |  |  |                        |  |
|                        |   | …                   | …        |  |  |       |  |  |                      |  |  |                        |  |
|                        |   | …                   | …        |  |  |       |  |  |                      |  |  |                        |  |
|                        |   | …                   | …        |  |  |       |  |  |                      |  |  |                        |  |
| …                      |   | …                   |          |  |  |       |  |  |                      |  |  |                        |  |
|                        |   | …                   | …        |  |  |       |  |  |                      |  |  |                        |  |
|                        |   | …                   | …        |  |  |       |  |  |                      |  |  |                        |  |
|                        |   | …                   | …        |  |  |       |  |  |                      |  |  |                        |  |
|                        |   | …                   |          |  |  |       |  |  |                      |  |  |                        |  |